# Alter Ego (Tyrese)
Alter Ego è il quarto album in studio del cantante statunitense Tyrese Gibson, pubblicato nel 2006.

## Tracce

### Disco 1:Tyrese
1. One
2. Lights On
3. Turn Ya Out (feat. Lil Jon)
4. Come Back to Me Shawty
5. Better to Know
6. Gotta Get You
7. Morning After
8. Hurry Up
9. Signs of Love Makin' (Part II) (feat. R. Kelly)
10. Better Than Sex

### Disco 2:Black-Ty
1. Intro
2. I Salute
3. Roses
4. Get It In (feat. Method Man)
5. Get Low (feat. Too Short, Snoop Dogg & Kurupt)
6. U Scared (feat. David Banner & Lil Scrappy)
7. What It Is (feat. Mannie Fresh)
8. Roll the Face (feat. Snoop Dogg & Kurupt)
9. Ghetto Dayz (feat. The Game & Kurupt)
10. Fly Away (feat. Kurupt)
11. Broke Ass Niggas
12. Alter Ego (Outro) (Tyres sv. Black-Ty)